# غريغوريو غوميز
غريغوريو غوميز (بالإسبانية: Gregorio Gómez)‏ (14 فبراير 1927 في المكسيك - 11 يونيو 1988) هو لاعب كرة قدم مكسيكي في مركز الدفاع، شارك في كأس العالم 1950. وشارك مع منتخب المكسيك لكرة القدم. أما مع النوادي، فقد لعب مع نادي غوادالاخارا.

## وصلات خارجية
- غريغوريو غوميز على موقع الاتحاد الدولي (مؤرشف)  (الإنجليزية)
- غريغوريو غوميز على موقع قاعدة بيانات كرة القدم.إي يو (الإنجليزية)
- غريغوريو غوميز على موقع ناشيونال فوتبول تيمز (الإنجليزية)
- غريغوريو غوميز على موقع Soccerway.com (الإنجليزية)
- غريغوريو غوميز على موقع عالم كرة القدم.نت (الإنجليزية)